# Ten Years After
Ten Years After é uma banda britânica de blues-rock formada em 1966 por Leo Lyons, Ric Lee, Chick Churchill e Alvin Lee. Entre 1968 e 1973, tiveram oito álbuns consecutivos nas 40 primeiras posições da parada britânica. Ademais, doze de seus álbuns entraram na Billboard 200 dos Estados Unidos.

## Discografia

### Álbuns de estúdio
- 1967 - Ten Years After
- 1969 - Stonedhenge
- 1969 - Ssssh
- 1970 - Cricklewood Green
- 1970 - Watt
- 1971 - A Space in Time
- 1972 - Rock & Roll Music to the World
- 1974 - Positive Vibrations
- 1989 - About Time
- 2004 - Now
- 2008 - Evolution

### Ao vivo
- 1968 - Undead
- 1967 - BBC Sessions
- 1973 - Recorded Live
- 2001 - Live at the Fillmore East 1970
- 2003 - One Night Jammed
- 2005 - Roadworks
- 2009 - Live at Fiesta City

### Coletâneas
- 1970 - Double Deluxe
- 1971 - Ten Years After
- 1972 - Alvin Lee and Company
- 1975 - Goin' Home
- 1976 - Classic Performances of
- 1977 - London Collector – Greatest Hits
- 1979 - Profile
- 1980 - Ten Years After
- 1983 - Timewarps
- 1985 - The Collection
- 1987 - At Their Peak
- 1987 - Universal
- 1988 - Portfolio: A History
- 1991 - The Collection
- 1991 - Essential
- 1995 - Pure Blues
- 1996 - I'm Going Home
- 1998 - Premium Gold Collection
- 2000 - The Best of
- 2001 - Very Best Ten Years After Album Ever
- 2002 - Ten Years After Anthology